# Estadio de O Couto
El estadio del Couto, conocido entre 1948 y 1986 como estadio de José Antonio, es un estadio de fútbol de la ciudad española de Orense, en Galicia, situado en el barrio de O Couto. Es de hierba natural y tiene gradas cubiertas. El campo tiene unas dimensiones de 105 por 68 metros.
Es propiedad de la Junta de Galicia y en él juegan sus partidos como local la Unión Deportiva Ourense y el Ourense Club de Fútbol. También lo hizo el Club Deportivo Ourense hasta su desaparición en junio de 2014.

## Historia
Fue construido para sustituir al viejo Campo de Loña. El estadio fue inaugurado el 29 de agosto de 1948, con el partido amistoso U. D. Orensana 3-1 Racing de Ferrol. El estadio comienza a llamarse en los años 50, Estadio de José Antonio e inmediatamente pasará a denominarse popularmente como Estadio de O Couto por los aficionados. Pero no sería hasta 1986, cuando tomaría oficialmente la denominación de Estadio de O Couto.
Fue construido por Educación y Descanso. El recinto dispone de 5659 butacas, todas ellas a cubierto, repartidas en las gradas de Tribuna (1811 espectadores), Preferencia (2231 espectadores) y Fondo (1617 espectadores).
Desde el año 2014 hay dos equipos que comparten el estadio de O Couto, la Unión Deportiva Ourense y el Ourense Club de Fútbol.
En el 2015 la Junta de Galicia propuso una inversión de 175 000 euros para poder desplazar a los bajos del estadio las distintas federaciones que hay en la ciudad y así poder usarlo como centro neurálgico del fútbol, no solo en la ciudad sino en la provincia.
En junio de 2022, comenzaron las obras de reforma del estadio, que finalizaron en marzo de 2024. El 7 de abril de 2024, volvió a abrir sus puertas para acoger el partido entre la U. D. Ourense y el Betanzos C. F.

## Situación y accesos
El campo de O Couto está ubicado en el oeste de la ciudad de Orense, en una superficie municipal, aunque es propiedad de la Junta de Galicia. Se encuentra en el barrio de O Couto, concretamente en la Rúa do Serán, cerca de la carretera nacional N-525.

## Acontecimientos
- El 28 de septiembre de 1972 se inaugura el alumbrado en un encuentro amistoso entre C. D. Ourense - Real Zaragoza, entrenado por Luis Cid «Carriega».
- El 20 de octubre de 1973 el Fútbol Club Barcelona con Johan Cruyff, juega un amistoso con C. D. Ourense por el traspaso de Manuel Tomé Portela al Fútbol Club Barcelona.
- El 3 de noviembre de 1977 se cumplían las Bodas de Plata del estadio. En su homenaje se celebraron algunos partidos amistosos: selección de veteranos del Real Madrid Club de Fútbol y Club Atlético de Madrid (Alfredo Di Stéfano, José Ufarte) contra una selección compuesta por veteranos de C. D. Ourense. Ganaron los primeros por 5-1.
- El 8 de noviembre de 1981 la Selección de fútbol sub-21 de España jugó un partido internacional contra Selección de fútbol sub-21 de Holanda, España Sub-21 2-1 Holanda Sub-21
- El 20 de enero de 2000 el Fútbol Club Barcelona jugó un partido de Copa del Rey siendo el resultado 1-2 para el equipo catalán.

- Datos: Q12388108
- Multimedia: Estadio do Couto / Q12388108